# Cheikh Hamidou Kane
Cheikh Hamidou Kane (ur. 3 kwietnia 1928 w Matam) – senegalski pisarz tworzący w języku francuskim, znany głównie dzięki jednej powieści L'aventure ambiguë (1961, wydanie polskie Dwojaki sens przygody Samby Diallo, 1988), opowiadającej o chłopcu z plemienia Fulani, który jedzie na studia do Francji, gdzie traci kontakt z wiarą islamską i senegalskimi korzeniami.
Sam pisarz również studiował w Paryżu, w L'École nationale de la France d'outre mer, przygotowującej kadry do kolonialnej administracji. Ukończył też prawo i filozofię na Sorbonie.
Sprawował wysokie funkcje w niepodległym Senegalu: gubernatora regionu Thiès, szefa gabinetu ministra rozwoju i planowania. Był przedstawicielem UNICEF-u w licznych krajach afrykańskich. Kierował dużymi przedsiębiorstwami morskim i chemicznym.
Następną powieść, Les gardiens du temple, opublikował dopiero w 1995 roku. Opowiada ona o konfliktach w znanych mu kręgach władzy w Senegalu w 1962 roku.